# Front de libération des animaux
Pour les articles homonymes, voir FLA, ALF et Front de libération.
Le Front de libération des animaux ou FLA (en anglais, Animal Liberation Front ou ALF) est un terme utilisé de façon internationale par les activistes des droits des animaux, qui engagent des actions directes illégales, dont certaines sont considérées comme étant écoterroristes.

## Origines
En 1964, à Brixham, Devon en Angleterre, John Prestidge fonda un groupe pour s'opposer activement à la chasse. Plutôt que de réclamer des réformes parlementaires, le nouveau groupe de John était prêt à aller directement sur le terrain pour s'opposer aux chasseurs : John fonda alors la Hunt Saboteurs Association (HSA) une association de sabotage de chasse. La popularité de cette nouvelle forme de campagne fut instantanée. La HSA est rapidement devenue un réseau national de militants utilisant des méthodes légales pour perturber la chasse en Grande-Bretagne.
En 1971, alors que le réseau HSA est en constante expansion, Ronnie Lee, un étudiant en droit, fonda un groupe à Luton pour s'opposer à la chasse, le Luton Hunt Sabs. En 1972, Ronnie Lee et des amis commencèrent à chercher d'autres manières de prévenir la souffrance animale. Ils ont réalisé que le seul moyen pour empêcher toute forme de souffrance était d'interdire la chasse. Avec cet objectif en tête, Ronnie Lee, Cliff Goodman, et deux ou trois autres personnes, ont décidé de former la Band of Mercy. Le nom Band of Mercy fut choisi en référence à une branche de la RSCPA, créée par un militant anti-esclavagiste, Catherine Smithies, appelée la Band of Mercy et pratiquant des actions directes au cours du XIXe siècle.
Les premières actions de la Band of Mercy étaient très simples et essentiellement conçues autour de l'idée de saboter les véhicules de chasse en vue de ralentir ou même d'arrêter la chasse.
En 1973, le groupe eut connaissance de la construction d'un laboratoire de vivisection. Le laboratoire de recherche était en cours de construction près de Milton Keynes pour la société Hoechst Pharmaceutical. Le 10 novembre 1973, la Band of Mercy effectua sa toute première action contre l'industrie de la vivisection. Deux militants entrèrent dans le bâtiment en construction. Une fois à l'intérieur, les activistes y mirent le feu. Cette action a marqué un tournant pour le mouvement, ce n'était pas seulement la première action contre l'industrie de la vivisection mais aussi la première utilisation d'incendie. Ce premier incendie causa 26 000 £ de dommages, mais six jours plus tard, la Band of Mercy retourna sur le site et fit un autre incendie causant un dommage 20 000 £ de dégâts supplémentaires.
La Band of Mercy continua de cibler l'industrie de la vivisection et de prendre des mesures contre la chasse. Mais ne voulant pas limiter leurs actions à deux formes de violence envers les animaux, le groupe cibla les éleveurs de poulets et le lobby des armes à feu. En juillet 1974, une armurerie à Marlborough fut attaquée et endommagée.
En août 1974, la Band of Mercy cibla l'Oxford Laboratory Animal Colonies à Bicester. La première action fut un succès, mais deux jours après, la Band of Mercy retourna à l'OLAC et lors de ce second raid, les militants Ronnie Lee et Cliff Goodman, furent repérés par un garde de sécurité et arrêtés par la police. Les autorités espéraient que leurs arrestations mettraient fin à la Band of Mercy, mais plutôt que d'être considérés comme des terroristes, de nombreuses personnes les ont considérés comme des héros. Malgré les manifestations de soutien devant le tribunal lors du procès, les deux hommes furent condamnés à trois ans de prison.
En prison, Ronnie Lee qui était végétalien, décida de faire une grève de la faim. Cette grève de la faim lui valut beaucoup d'attention de la part des médias et de nouveau la question de la libération animale fut ouvertement discutée. Ronnie profita de l'agitation médiatique pour faire resurgir le débat sur Porton Down, un centre militaire de recherche biologique qui pratiquait des expérimentations sur des animaux.
Au printemps 1976, Goodman et Ronnie furent libérés après avoir purgé un tiers de leur peine. Dès sa sortie, Ronnie rassembla les membres de la Band of Mercy. Considérant que ce nom de groupe n'était plus approprié, Ronnie Lee renomma son groupe Animal Liberation Front (ALF).

## Organisation

### Structure
L'ALF ne se voit pas comme une organisation qui possède un leader, mais plutôt comme une résistance derrière laquelle chaque activiste peut se ranger. Cela est dû au fait que certaines des actions entreprises peuvent être illégales. Les activistes travaillent donc de façon anonyme, que ce soit en petits groupes ou individuellement, et n'ont pas d'organisation centralisée.
Toute personne qui mène une action contre ce que l'organisation considère comme l'abus envers des animaux, en libérant des animaux ou en causant des dégâts contre des entreprises qui ont recours à ce que l'organisation considère comme de l'exploitation, peut revendiquer son action au nom de l'ALF.
Les activistes de l'ALF utilisent essentiellement internet pour diffuser leurs messages contre la cruauté envers les animaux. Les rapports des actions directes de l'ALF, par exemple, sont publiés sur le site web du Bite Back, site de revendication communautaire qui recense toutes les actions de la mouvance radicale attachée à la cause animale,.
Depuis 2008, l'A.L.F. se fait très présente, on compte une action directe perpétrée dans le monde par jour. En 2008, 22 actions ont été commises en France et 70 actions aux États-Unis. La plus forte hausse, pour ne pas dire l'apparition de l'ALF, est au Mexique avec plus de 150 actions directes recensées contre quasiment aucune action en 2007, les activistes s'en prennent même à la police qu'ils accusent de commettre des maltraitance envers des animaux. Les activistes présents au Mexique ont nommé leur mouvement F.L.A.M.A (Frente de Liberación Animal-Mexico Anti-especista) c'est-à-dire le Front de libération animale Anti-spéciste.

### Objectif
Le but de l'ALF à court terme est de sauver le plus d'animaux possible et d'interrompre directement la pratique de ce qu'elle considère comme des abus en tout genre sur les animaux. Leur but à long terme est d'abolir la souffrance des animaux en poussant les entreprises considérées comme responsables de ces abus à la faillite.
- 1. Principe : libérer les animaux de tous les lieux où ils sont victimes d'abus, c'est-à-dire laboratoires, ferme pour animaux destinés à la fourrure ou à l'alimentation etc., et les placer dans de bons foyers ou ils pourront vivre de façon naturelle, loin de la souffrance.
- 2. Principe : infliger des dommages financiers à ceux qui profitent de la misère et de l'exploitation des animaux.
- 3. Principe : révéler l'horreur et les atrocités commises envers les animaux derrière des portes fermées, via des actions directes non-violentes et des libérations d'animaux.
- 4. Principe: prendre toutes les précautions nécessaires pour ne pas blesser d'animaux, humains ou non-humains.
- 5. Principe : analyser les conséquences de toutes les actions proposées, et ne jamais faire de généralisations lorsqu'une information spécifique est disponible[10].

L'ALF déclare : « Nous nous battons jusqu'à ce que chaque cage soit vide, pas jusqu'à ce que chaque cage soit confortable. »

### Philosophie
L'ALF s'appuie sur les nombreux courants philosophiques qui rejettent l'exploitation animale, dont notamment l'antispécisme.

### Présence dans le monde
Entre 1976 et 1996, l'ALF s'est étendue dans 20 pays. Depuis 2003, l'ALF est apparue dans 18 nouveaux pays, totalisant aujourd'hui 40 pays.
Il y aurait en 2016 plus de 10 000 activistes de l'ALF dans le monde.
Liste des pays classés par ordre d'apparition d'actions directes :
- première vague (1976-1996) :
  - Royaume-Uni (1976) • Pays-Bas (1977) • États-Unis (1979) • Allemagne (1981) • Canada (1981) • France (1981) • Argentine (1982) • Suisse (1982) • Afrique du Sud (1983) • Nouvelle-Zélande (1983) Danemark (1984) • Irlande (1984) • Suède (1985) • Autriche (1987) • Espagne (1987) • Italie (1987) • Israël (1992) • Pologne (1994) • Finlande (1995) • Norvège (1996),
- deuxième vague (1996-2009) :
  - Belgique (1998) • Pays-Bas (2002) • Portugal (2003) • Russie 2003) • Scandinavie (2003) • Australie (2004) • Turquie (2004) • Brésil (2005) • Îles Canaries (2005) • Chili (2006) • Croatie (2006) • Estonie (2006) • Islande (2006) • Mexique (2006) • République tchèque (2006) • Slovaquie (2006) • Roumanie (2007) • France (2007) • Biélorussie (2008) • Grèce (2008) • Malaisie (2008) • France (2009) • Espagne (2010).

## Actions majeures menées
Le but pour l'ALF est de systématiquement remettre en cause la manière dont sont traités les animaux dans la société. L'ALF se considère comme révolutionnaire car elle brise la notion de propriété privée envers un autre être vivant. David Barbarash, ancien activiste de l'ALF devenu une sorte de porte-parole, résume ainsi cette question :
« Sur le plan philosophique nous sommes très dangereux. Une partie du danger est que nous n'accordons aucune attention à l'illusion que la propriété a plus de valeur que la vie. Nous mettons en lumière cette priorité folle et le système ne survivra pas à cela. ».
Pour pouvoir revendiquer une action au nom de l'ALF, l'organisation énonce certains principes qui doivent être respectés :
Les actions de l'ALF sont variées et violentes. En 1982, des lettres piégées sont envoyées aux quatre grands partis du Royaume-Uni ainsi qu'au Premier Ministre Margaret Thatcher à Downing Street. En novembre 1984 une campagne de terreur est menée contre la marque Mars par appels téléphoniques et lettres aux médias alertant sur les barres chocolatées empoisonnées pour revendiquer l'arrêt immédiat des tests dentaires sur les singes. On peut prendre comme exemple l'action de sabotage en 1984 dans l'université nord-américaine de Pennsylvanie pratiquant des tests sur les crânes de primates, leur insérant des machines dans la tête pour fracturer le crâne. Le laboratoire dut par la suite fermer après la diffusion de 60 heures de documentaires vidéos de l'ALF montrant ces pratiques (images reprises dans le film L'Armée des douze singes). Ou encore, en 1987, l'incendie de vingt voitures de l'université de Californie, faisant plus de cinq millions de dollars de dégâts.
Plus couramment, l'ALF libère les animaux. Le rapport faisant la liste des actions de l'ALF fait une liste des 17 262 animaux libérés. On considère qu'il y a entre 2 000 et 6 000 militants de l'ALF en Grande-Bretagne, et le nombre de personnes mises en prison pour appartenance à l'ALF est allé jusqu'à 600.
Malgré le rejet affiché de violence envers « les animaux humains et non-humains », certaines actions d'intimidation ont pu déraper. Ainsi en décembre 2006, Donald Currie, membre de l’ALF, fut condamné à douze ans de prison et surveillance à vie pour avoir déposé une bombe artisanale devant la porte de la maison d’un homme d’affaires ayant des liens avec le Huntingdon Life Sciences, une entreprise anglaise spécialisée dans l'expérimentation animale. Lorsque David Blenkinsop et deux autres membres de l’ALF attaquèrent le directeur du Huntingdon Life Sciences, Brian Cass, avec des pioches en février 2001 — une attaque suffisamment grave pour que Tom Hobbs détective inspecteur en chef de la police de Cambridgeshire remarque « ce n’est que par chance que nous n’enquêtons pas sur un meurtre » — Ronnie déclara : « Il s’en est tiré de peu. Je n’ai aucune estime pour lui ».
La première vague d'actions commence après que Ronnie Lee est sorti de prison en 1976 jusqu'en 1996, elle renommé le groupe Animal Liberation Front.

### Apparition aux États-Unis
En 1979, l'ALF apparaît aux États-Unis avec un raid durant lequel des activistes libèrent 5 animaux du NYU Medical Center.
Le 24 décembre 1982, des activistes s'introduisent dans l'école médicale de l'Université Howard aux États-Unis, libèrent 35 chats et causent 2,640 $ de dommage.
Le 28 mai 1984, des activistes de l'ALF lancent un raid contre l'université de Pennsylvanie, causant 60,000 $ de dommage. 60 heures de vidéo furent prises par les activistes avant le raid, montrant des chercheurs réaliser des expériences sur des babouins. Les vidéos furent envoyées à l'association à but non lucratif People for the Ethical Treatment of Animals (PETA) qui réalisa le documentaire Unnecessary Fuss.
Le 26 octobre 1986, des activistes lancent un raid contre l'université d'Oregon. Ils libèrent 264 animaux et causent 120 000 $ de dommage.
L'action la plus destructive de l'ALF survient le 6 avril 1987 à l'université de Californie à Davis. Le laboratoire de vivisection en cours de construction est incendié et vingt véhicules de l'université endommagés. Les dégâts s'élèvent à 5,1 millions de dollars.
Le 2 avril 1989, à l'université de l'Arizona, des activistes libèrent 1 231 animaux dont 1 160 souris, peignent des slogans et déclenchent deux incendies volontaires dans deux bureaux. L'action totalise plus de 500 000 $ de dommage.

### Britches
L'une des actions directes de l'ALF la plus médiatisée fut sûrement le raid contre l'université de Californie à Riverside le 21 avril 1985. Ce jour-là, plusieurs activistes entrèrent dans les laboratoires de l'université après avoir désactivé les systèmes de sécurité et libérèrent plus de 1 000 animaux (souris, opossums, pigeons, lapins, rats) ainsi qu'un petit macaque âgé de cinq semaines, nommé Britches (litt. « culotte ») par les chercheurs. Ils détruisirent par la même occasion du matériel scientifique faisant ainsi monter les dommages à 700 000 $. Britches fut retrouvé seul dans une cage avec les yeux cousus et un sonar implanté sur le crâne. Le singe, qui souffrait de troubles convulsifs, fut soigné en Utah puis emmené dans une réserve au Mexique où il fut recueilli par une mère adoptive. Les activistes de l'ALF envoyèrent une vidéo de l'opération à la PETA qui réalisa un film du raid appelé Britches.

### Opération Bite Back
L'opération Bite Back est une série d'actions directes, durant les années 90, contre les fermes d'élevages d'animaux destinés à l'industrie de la fourrure aux États-Unis. L'initiative vient d'un activiste de l'ALF, Rod Coronodo et avec l'aide de la Coalition Against Fur Farms (CAFF).
Le 10 juin 1991, à Corvalis dans l'Oregon, des activistes détruisent des équipements de l'université d'État de l'Oregon Experimental Fur Farm et deux granges faisant 150 000 $ de dégâts. Cinq jours plus tard, à Edmonds dans le Washington, des activistes lancent un raid contre la Northwest Fur Farm Foods Cooperative, un producteur de viande destinée aux fermes d'élevages du Nord-Ouest des États-Unis. L'incendie fera plus de 1 million de dollars de dégâts. La société dut fermer après l'action.
Le 13 août 1991, à Pullman dans l'État de Washington, des activistes lancent un raid contre l'université d'État de Washington. Ils détruisent des ordinateurs et du matériel. Ils attaquent aussi le Wildlife Biology Furbearer Research Facility du département de l'Agriculture des États-Unis, et libèrent six visons, sept coyotes et dix souris faisant 150 000 $ de dégâts.
Le 21 décembre 1991, à Yamhill dans l'Oregon, des activistes lancent un raid contre le Malecky Mink Ranch. L'incendie fera 125 000 $ de dégâts. La société fermera après l'action.
Le 27 février 1992, à East Lansing dans le Michigan, des activistes lancent un raid contre l'université d'État du Michigan Experimental Fur Farm et libèrent deux visons. L'incendie fera 200 000 $ de dégâts.
Le 24 octobre 1992, à Logan dans l'Utah, des activistes s'introduisent dans l'USDA Predator Research Station. Ils libèrent 29 coyotes et incendient un bâtiment faisant 600 000 $ de dégâts.
Le 19 juin 1992, des activistes s'introduisent dans l'université d'Alberta. Ils libèrent 29 chats et causent 100 000 $ de dommage.

### Deuxième vague, depuis 1996
La seconde vague d'actions directes commença avec des attaques contre des fournisseurs dans le domaine de la vivisection. En septembre 1996, des activistes commencèrent une campagne contre Consort Kennels, un élevage de chien pour les laboratoires de vivisection. Après dix mois de pressions intenses, l'élevage ferma en juillet 1997 et 200 beagles furent adoptés. En septembre 1997, une nouvelles campagne débuta contre Hillgrove Farm, qui élevait des chats pour la vivisection, l'obligeant à fermer en août 1999 ; 800 chats furent adoptés.
De cette lutte, le groupe du Stop Huntingdon Animal Cruelty (SHAC) apparu à la fin des années 1990 aux États-Unis et au Royaume-Uni. Le groupe a alors pour unique but de faire fermer le laboratoire Huntingdon Life Sciences qui pratique des tests sur les animaux. 
En avril 2002, le groupe SHAC communique une liste d'employés de la firme à divers groupes s'identifiant à l'ALF  . Cependant les faits montrent que certains de ces groupes opèrent de manière autonome et qu'ils ne respectent pas toujours les principes de l'ALF au sujet de la violence  . Ainsi le groupe Animal Liberation Brigade (ALB) commet une série d'attaques entre le 28 août et le 26 septembre 2003 . Les attaques ciblent des employés du laboratoire Huntingdon Life Sciences et de ses clients. l'ALB revendique des dégradations de propriété privée, des incendies de véhicules et l'envoi de lettres piégées  . Ils revendiquent également deux attentats à la bombe artisanale qui ne provoquent que des dégâts matériels .

## Réaction des autorités
Le FLA est considérée par le département de la Sécurité intérieure des États-Unis comme menace terroriste depuis janvier 2005. Le FLA et l'ELF sont les principaux mouvements éco-terroristes qui constituent « la première menace de terrorisme intérieure » selon le FBI.

« Dans les dernières années, le Front de libération des animaux (ALF) - un mouvement extrémiste de défense des droits des animaux - est devenu l'un des éléments terroristes les plus actifs aux États-Unis. »

— FBI
En mars 2005, dans un discours de la Division du contre-terrorisme du FBI, il est dit que « Le mouvement éco-terroriste a donné de la notoriété à des groupes tels que l'Animal Liberation Front et l'Earth Liberation Front. Ces groupes ont pour but de commettre des actes graves de vandalisme, et de harceler et d'intimider les propriétaires et les employés du secteur des affaires ». Lors d'audiences tenues le 18 mai 2005 devant un comité du Sénat, les responsables du FBI et du Bureau of Alcohol, Tobbaco, Firearms and Explosives ont déclaré que « les violents extrémistes animalistes et les éco-terroristes font aujourd'hui peser l'une des menaces terroristes les plus graves à la nation ».
Le 26 novembre 2006, le Congrès des États-Unis vote le Animal Enterprise Terrorism Act qui renforce l'Animal Enterprise Protection Act, qui protègent les entreprises utilisant des animaux des actions illégales organisées par des activistes pour la défense des animaux.

Le 20 janvier 2006, dans le cadre de l'opération Backfire, le département de la Justice des États-Unis a annoncé des accusations contre onze activistes dont neuf américains et deux canadiens accusés d'avoir participé à des actions directes au nom de l'ALF et ELF. Le département de la Justice a qualifié ces actes de « terrorisme intérieur ».

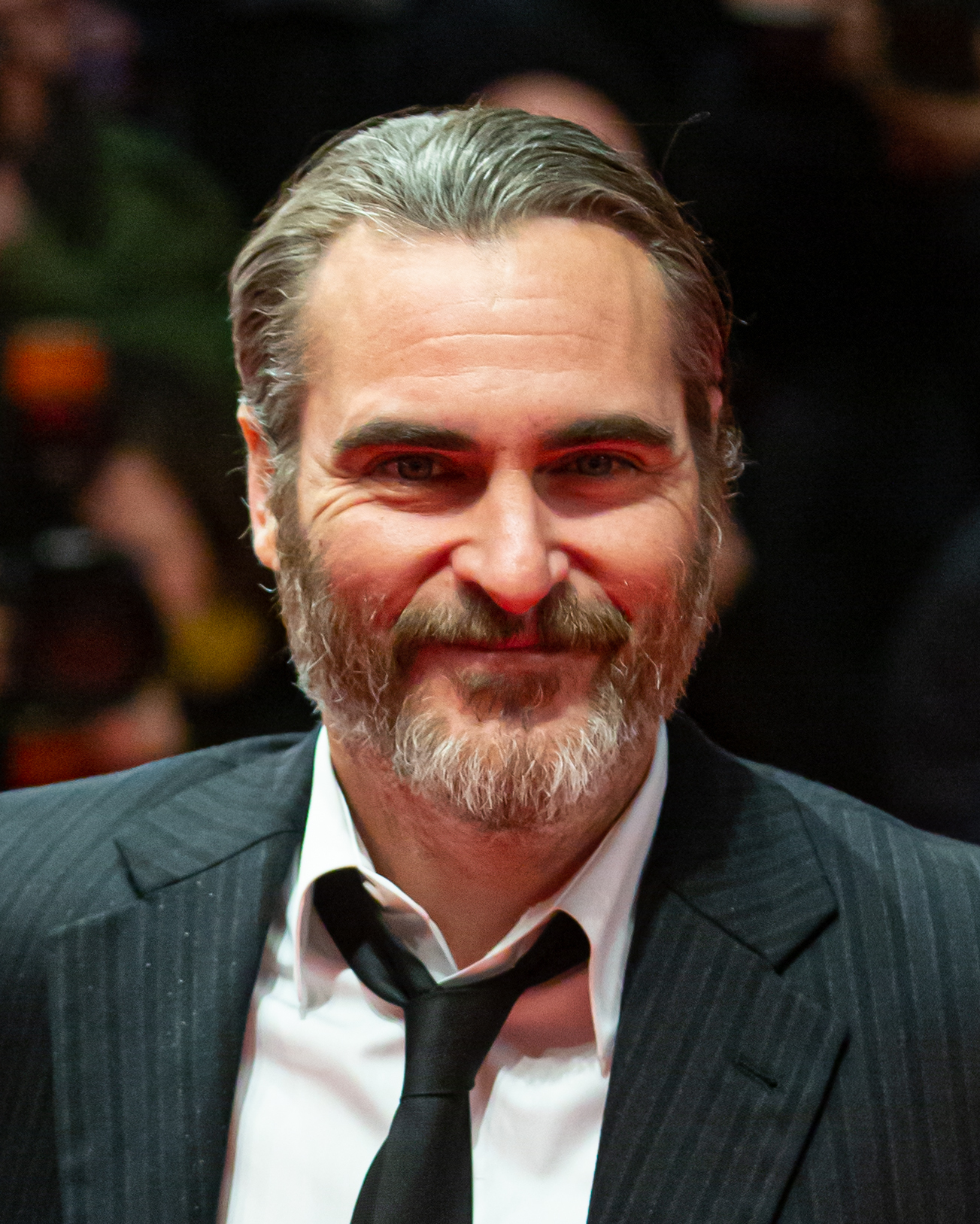
Joaquin Phoenix, acteur et militant antispéciste soutenant l'ALF.

L'opération Backfire est une enquête entre plusieurs agences, menée par le Federal Bureau of Investigation (FBI), sur des actes de destruction au nom des droits des animaux et de la cause environnementale dans les États-Unis considéré comme de l'éco-terrorisme par le FBI.
En 2004, le FBI fusionne sept enquêtes indépendantes de son bureau de terrain de Portland en Oregon, et les appelle l'opération Backfire. Selon une déclaration de l'agence, l'objectif opérationnel est d'enquêter sur des actes de terrorisme intérieur, menés au nom de deux groupes d'activistes, le Earth Liberation Front (ELF) et Animal Liberation Front (ALF).
En décembre 2005 et janvier 2006, avec l'assistance du Bureau of Alcohol, Tobbaco, Firearms and Explosives (ATF), le FBI inculpe six femmes et sept hommes sur un total de 65 accusations, dont incendie criminel, complot, utilisation d'engins explosifs, et destruction d'une installation d'énergie. Un 13e activiste se suicidera en garde à vue.
Selon les rapports et leurs propres sites web, la plupart des personnes accusées ont d'abord prétendu être innocentes. Les procureurs ont allégué que les 11 conspirateurs se désignaient eux-mêmes comme « La famille » et avaient prêté serment de se protéger mutuellement. Le FBI a indiqué que certaines des accusations sont liées à un incendie criminel en 1998, revendiquée par l'ELF, dans la station de ski Vail au Colorado. D'autres accusations étaient liées à une autre attaque contre le laboratoire de botanique à l'université de Washington en 2001. Le coût total des dégâts causés par les attentats est estimé à près de 80 millions de dollars.
En France, la cellule de gendarmerie Déméter est mise en place en 2019 pour protéger les agriculteurs des intrusions de la part des activistes antispécistes.

## Soutien
L'acteur Joaquin Phoenix a exprimé son soutien à cette organisation en s'affichant publiquement vêtu d'un sweet portant le logo de l'ALF.
Le cinéaste Jérôme Lescure, lors d'une interview concernant son film "A.L.F.", déclara : « l’A.L.F. a presque toujours été décrite de façon négative, qualifiée de radicale et d’ultra violente, alors que la plupart de ces activistes sont des pacifistes avérés et ne font que délivrer de l’horreur quelques-uns des millions d’animaux suppliciés ».
L'association PETA a collaboré avec l'ALF en réalisant un documentaire à partir des vidéos qu'elle a reçu des activistes. En plus de cela, la cofondatrice de l'association, Ingrid Newkirk, a déclaré durant une interview de Wikinews que, malgré les incitations des autres associations à condamner la violence et les méthodes de l'ALF, elle s'y refusait en expliquant que s'il était question de son animal, elle serait heureuse que des activistes entreprennent de le sauver. Elle souligna également que l'ALF, contrairement aux laboratoires et abattoirs, n'a jamais tué personne,.

## Dans la culture
En 2012, le film "A.L.F." de Jérôme Lescure sort au cinéma, dans lequel est mis en scène le personnage fictif Franck Kovic, un activiste de l'ALF placé en garde à vue.
Le cinéaste Bong Joon Ho met en scène un groupe de l'ALF dans son film sorti en 2017 sur Netflix : Okja.